# Kościół Matki Bożej Częstochowskiej w Jaczkowie
Kościół Matki Bożej Częstochowskiej – rzymskokatolicki kościół filialny parafii Świętej Rodziny w Gostkowie mieszczący się w Jaczkowie w dekanacie Kamienna Góra Wschód w diecezji legnickiej.

## Historia
Kościół filialny pw. Matki Bożej Częstochowskiej wzmiankowany w 1399 r., wzniesiony w 1586 r., przebudowany w XVIII w. restaurowany w drugiej połowie XIX w., remontowany w 1969 r. Jest to budowla jednonawowa, z prostokątnym prezbiterium z absydą, na osi korpusu kwadratowa wieża od zachodu z ośmiobocznym szczytem, zwieńczona wysokim hełmem iglicowym z dzwonem z 1592 r. Na korpusie dachy dwuspadowe, w nawie płaski tynkowany strop, w prezbiterium sklepienie krzyżowe, w nawie przy ścianie zachodniej i północnej drewniane empory. We wnętrzu zachowały się m.in.: renesansowy ołtarz z 1612 r., renesansowa chrzcielnica z 1601 r., gotycka drewniana rzeźba z XV w., figury z około połowy XVII w., obraz olejny z 1761 r. W murach obwodowych renesansowe kamienne epitafium z końca XVI w. oraz zespół siedmiu płyt nagrobnych rodziny Reichenbach z lat 1588 - 1616.